# Emmi Christensson
Emmi Filippa Christensson, född 17 augusti 1984 i Vessigebro, är en svensk sångare, musikalartist och skådespelare. Hon har gjort huvudroller i flera musikaler.
År 2014 fick hon rollen som Christine Daaé i The Phantom of the Opera på Her Majesty's Theatre i London. Christensson har även sjungit nationalsången inför landskampen mellan Sverige och Island på Råsunda fotbollsstadion 2007. Hon tävlade i Melodifestivalen 2018 med låten "Icarus" i fjärde deltävlingen där hon kom på sjätte plats.

## Teater

### Roller
| År   | Roll             | Produktion                                                                     | Regi             | Teater                        |
| ---- | ---------------- | ------------------------------------------------------------------------------ | ---------------- | ----------------------------- |
| 2007 | Rapunzel         | Into the Woods Stephen Sondheim och James Lapine                               | Staffan Aspegren | Teater Thalia                 |
| 2007 | Liesl            | Sound of Music Richard Rodgers och Oscar Hammerstein II                        | Staffan Götestam | Göta Lejon                    |
| 2008 | Anna             | Spring Awakening Duncan Sheik och Steven Sater                                 | Per Eltvik       | Wermland Opera                |
| 2009 | Swing            | Mamma Mia! Catherine Johnson, Benny Andersson och Björn Ulvaeus                | Johan Osuldsen   | Folketeateret, Oslo           |
| 2010 | Luisa            | Fantasticks Harvey Schmidt och Tom Jones                                       | Ola Hörling      | Malmö Opera                   |
| 2010 | Gianetta         | Kärleksdrycken Gaetano Donizetti och Felice Romani                             | Ola Hörling      | Skånska Operan                |
| 2010 | Ensemble Violet  | Side Show Bill Russell och Henry Krieger                                       | Kålle Gunnarsson | Turné                         |
| 2010 | Lena             | Peter Pan J.M. Barrie                                                          | Kålle Gunnarsson | Rival                         |
| 2011 | Cosette          | Les Misérables Claude-Michel Schönberg och Alain Boublil                       | Ronny Danielsson | Malmö Opera                   |
| 2012 | Singdo           | Ps, jag kommer snart hem Anna Einarsson och Maria Sundqvist                    | Ragna Weisteen   | Malmö Opera                   |
| 2012 | Nadja            | Campa i klaveret Lars Classon, Per Andersson och Håkan Klamas                  | Lars Classon     | Vallarnas friluftsteater      |
| 2013 | Maria            | West Side Story Leonard Bernstein, Stephen Sondheim och Arthur Laurents        | Cesare Righetti  | Nöjesteatern                  |
| 2014 | Cosette          | Les Misérables Claude-Michel Schönberg och Alain Boublil                       | Lisa Kent        | Kilden teater- och konserthus |
| 2014 | Christine        | The Phantom of the Opera Andrew Lloyd Webber, Charles Hart och Richard Stilgoe | Harold Prince    | Her Majesty's Theatre, London |
| 2016 | Christine        | The Phantom of the Opera Andrew Lloyd Webber, Charles Hart och Richard Stilgoe | Harold Prince    | Cirkus, Stockholm             |
| 2017 | Cosette          | Les Misérables Claude-Michel Schönberg, Alain Boublil och Herbert Kretzmer     | James Grieve     | Kulturhuset Spira             |
| 2018 | Phoebe D'Ysquith | Gentlemannen Robert L Freedman och Steven Lutvak                               | Markus Virta     | Oscarsteatern                 |

### Fotnoter
1. ↑  ”Emmi Christensson är redo att bli en av de miserabla”. Hallandsposten.se. Arkiverad från originalet den 18 februari 2018. https://web.archive.org/web/20180218024235/http://www.hallandsposten.se/n%C3%B6je-kultur/musik/emmi-christensson-%C3%A4r-redo-att-bli-en-av-de-miserabla-1.1662433. Läst 17 februari 2018.
2. ↑  https://www.svt.se/melodifestivalen/artisterna-och-bidragen-i-melodifestivalen-2018/
3. ↑  Wermland Opera (18 april 2008). ”Spring Awakening”. Pressmeddelande.  Läst 23 september 2015. Arkiverad från originalet den 25 september 2015.
4. ↑  ”Fantasticks”. Malmö Opera. Arkiverad från originalet den 12 oktober 2015. https://archive.is/20151012174017/http://www.malmoopera.se/forestallningar/fantasticks-0. Läst 12 oktober 2015.
5. ↑  ”Kärleksdrycken”. Skånska Operan. Arkiverad från originalet den 4 mars 2016. https://web.archive.org/web/20160304104213/http://www.skanskaoperan.nu/tidigare-produktioner/63-karleksdrycken-2010. Läst 12 oktober 2015.
6. ↑  ”Peter Pan 2010”. Kålle Gunnarsson. http://www.kållegunnarsson.se/portfolio_page/peter-pan-2010/. Läst 12 oktober 2015.
7. ↑  ”Les Misèrables”. Malmö Opera. Arkiverad från originalet den 4 maj 2017. https://web.archive.org/web/20170504212829/http://www.malmoopera.se/forestallningar/les-miserables. Läst 12 oktober 2015.
8. ↑  ”Ps, jag kommer snart hem”. Malmö Opera. Arkiverad från originalet den 13 april 2014. https://web.archive.org/web/20140413032617/http://www.malmoopera.se/forestallningar/ps-jag-kommer-snart-hem. Läst 12 oktober 2015.